# Май
Май (лат. mensis Maius — «месяц богини Майи») — пятый месяц года в юлианском и григорианском календарях, третий месяц староримского года, начинавшегося до реформы Цезаря с марта. Один из семи месяцев длиной в 31 день. В Северном полушарии Земли является последним, третьим месяцем весны, в Южном — последним, третьим месяцем осени.

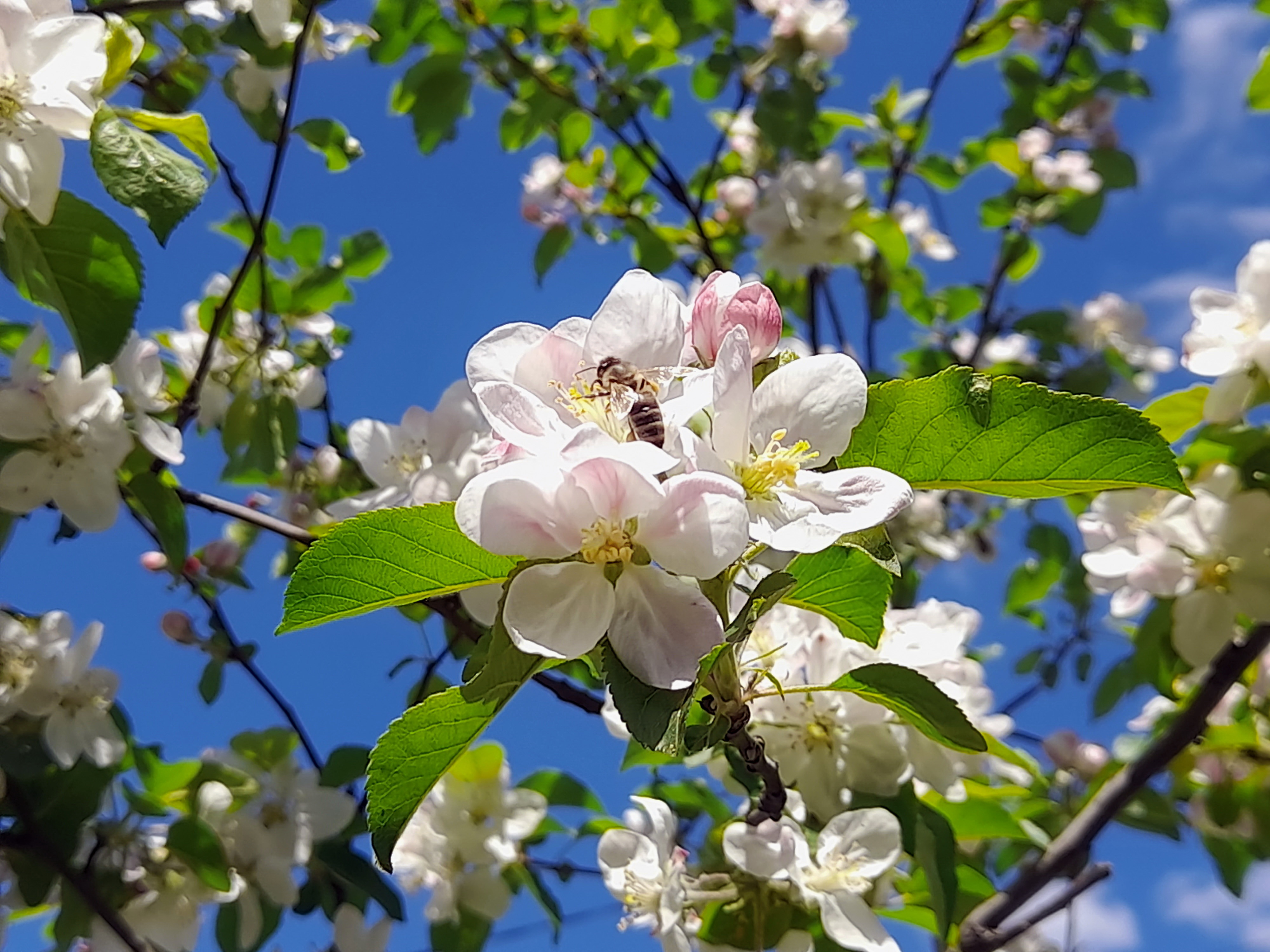
Майские дни

В современную эпоху до 13 мая по григорианскому календарю солнце стоит в созвездии Овна, а с 13 мая — в созвездии Тельца (по другим данным — 14 мая).

## Статистика и описание
Среднемесячная температура мая в Подмосковье +13.6 °С, с колебаниями от +6,4 °С в 1918 году, до +17,2 °С в 1989 году.
Обычно в мае проходит похолодание, которое совпадает с цветением черёмухи (так называемые «черёмуховые холода»). Иногда выпадает снег: 8 мая (2017), 7 мая (1461, 2014), 9 мая (1909, 2024), 14 мая (1466), 15 мая (1913), 19 мая (1668), 21 мая (1927, 1971), 25 мая (1470), 26 мая (1466). Во второй половине месяца, как правило, устанавливается сухая и жаркая погода.

Первая весенняя гроза обычно приходится на начало месяца — средняя дата: 2 мая, самая ранняя — 23 марта (1915), поздняя — 31 мая (1908). Заморозки воздуха оканчиваются в среднем около 6 мая, самая ранняя дата — 19 апреля (1960), поздняя — 4 июня (1930). В мае зацветают садовые растения: крыжовник, вишня, яблоня, слива, рябина, земляника. Через неделю после развёртывания листьев на берёзе, можно сажать картофель. В мае также распускаются листья у многих деревьев и цветут во множестве цветы: ландыши, одуванчики, незабудки, первоцветы, чистотел, болотная фиалка и другие. Появляются грибы свинухи и сморчки.
В первой половине месяца запевает соловей, во второй — прилетают стрижи. Просыпаются от зимней спячки змеи, ящерицы и земноводные, появляются комары. У большей части зверей и птиц май — период рождения на свет потомства.

## История и этимология

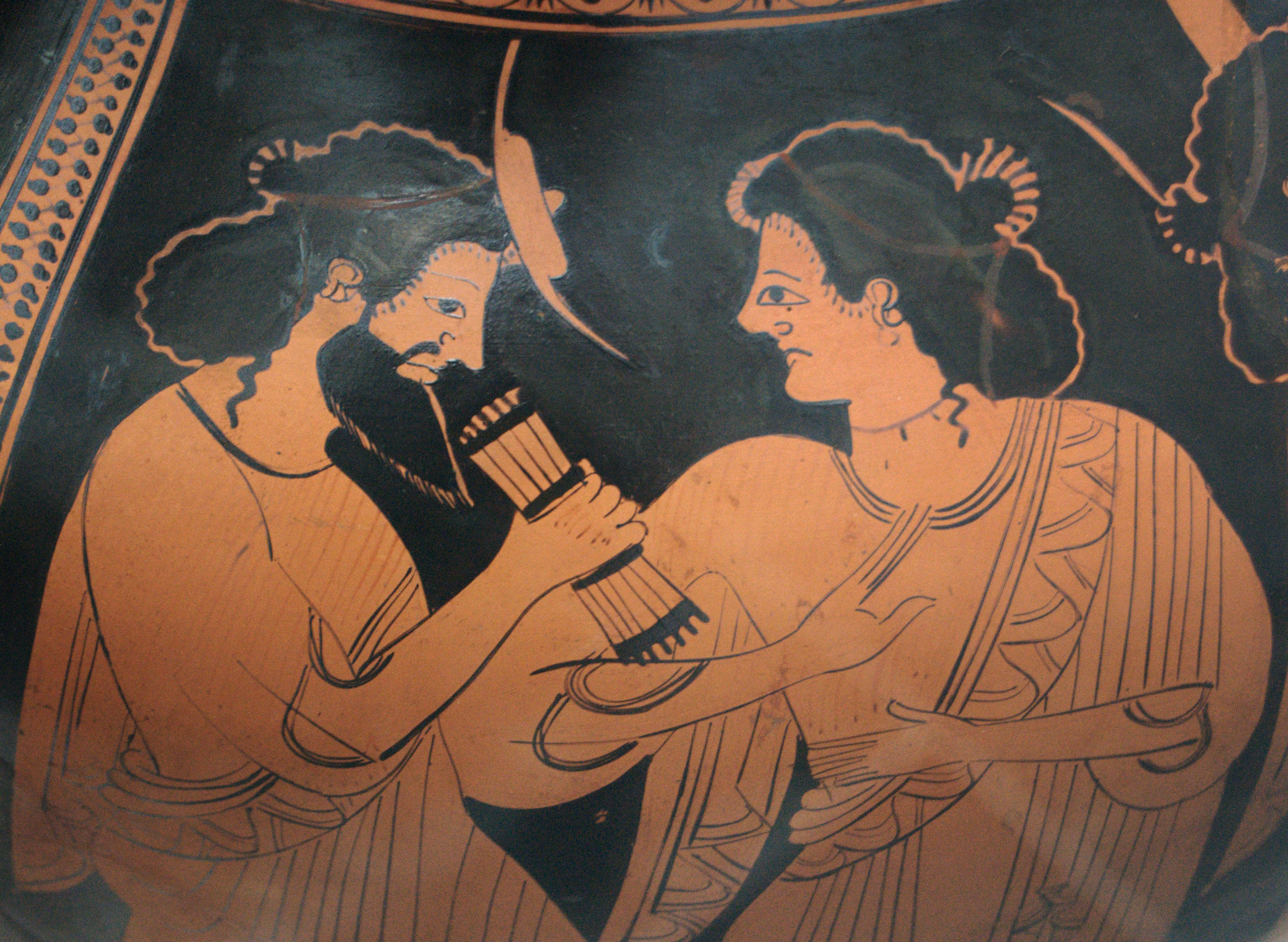
Гермес и Майя (деталь росписи аттической краснофигурной амфоры, ок 500 г. до н. э.)

Месяц май был назван в честь греческой богини Майи, которая отождествлялась с римской богиней плодородия Bona Dea (Добрая Богиня), чей праздник приходился на это время.
Есть основания полагать, что «благая богиня» — это эпитет, а не имя собственное.
Также широко известно, что в Древнем Риме богиня Майя была отождествлена с богиней земли Майестой, её праздники приходились на май (отсюда — название месяца). В древней Италии Майя-Майеста была богиней-покровительницей плодоносной земли.
Римский поэт Овидий утверждал, что месяц май получил имя в честь maiores или «старейшин», и что следующий месяц (июнь) назван в честь iuniores или «молодых людей» (Fasti VI.88).
Исторические европейские названия мая включают обозначение, используемое Карлом Великим — Wonnemond (от древнегерманского wunnimanot — «месяц пастбищ»). В древнерусском календаре месяц назывался травный, в народных месяцесловах — травник, цветень. Название «май» (в церковных книгах — маий), как и названия прочих месяцев, было перенято от Византии предположительно вместе с юлианским календарём.
У крестьян было много работы, поэтому это время традиционно не считалось подходящим для свадеб и сватовства, что нашло отражение в русской поговорке: «рад бы жениться, да май не велит», и в различных суевериях о неблагоприятных майских союзах. Сходные представления имелись и у древних римлян, так Овидием утверждается, что «в мае выходят замуж только зловредные и распутные». Плутарх также писал, что «римляне в мае не женятся, но ожидают июня». Древние франки в мае наказывали мужей, распустивших своих жён, давшим им чрезмерную свободу.
В древней Ирландии 1 мая проводился праздник Белтейн с ритуальным зажиганием костров, по традиции с этого времени начиналось лето, а май считался первым летним месяцем.

## На других языках

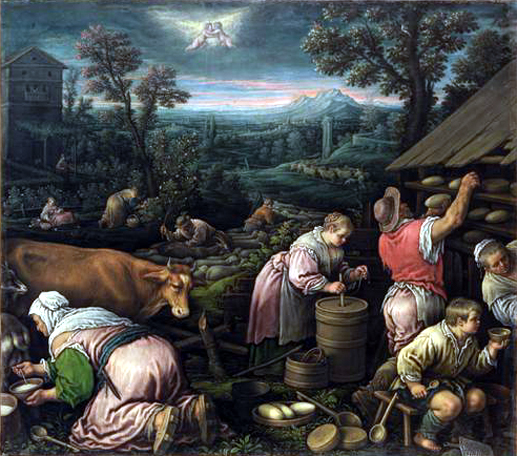
«Май» (картина Леандро Бассано, 1595/1600 гг.)

В большинстве языков Европы название месяца май соответствует эллинско-греко-римской традиции, которую переняла впоследствии вся римская периферия.
В чешском языке май — květen, то есть «цветущий» («цветень»). На украинском языке, белорусском языке и древнерусском языке — травень, «травяной». На хорватском май, svibanj, получил название от растения кизил (sviba, Cornus sanguinea), который покрывается в это время белыми цветами.
В финском языке месяц называется toukokuu, предположительно от слов touko — «весенние полевые работы» и kuu — «месяц». На литовском языке месяц называется gegužė, от слова gegutė — «кукушка».
В современных китайском и японском языках май обозначен как 五月 — «пятый лунный месяц».

## Праздники

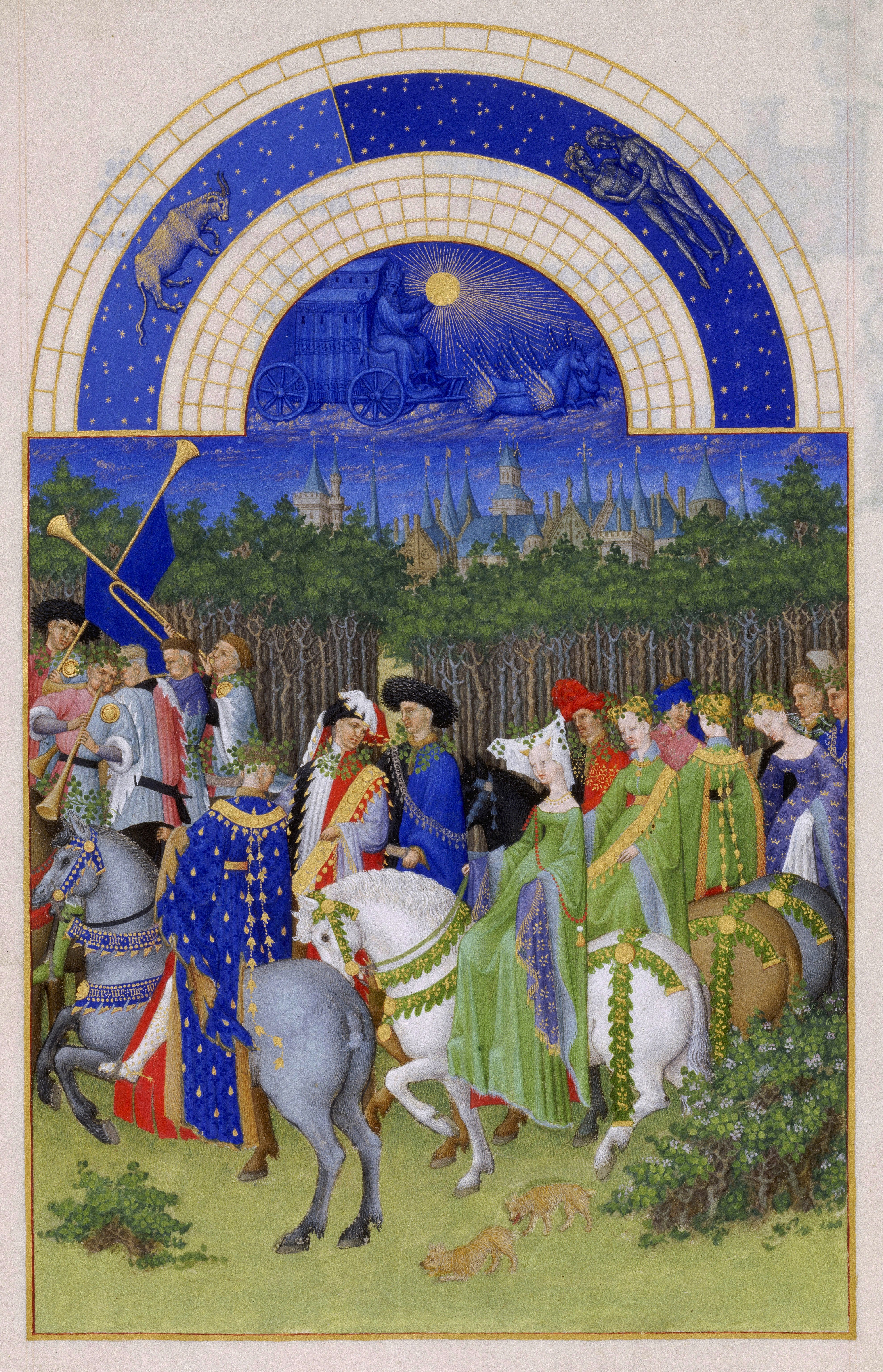
«Май» (Великолепный часослов герцога Беррийского, 1410—1490-е)

В римско-католической церкви месяц май посвящён особенному чествованию Пресвятой Девы Марии («майские службы», напоминающие акафист Богоматери в православной церкви).
- 1 мая — Праздник Весны и Труда в России (он же «День международной солидарности трудящихся»)
- 3 мая — Международный День тюркизма
- 7 мая — День радио в России
- 8 мая — День Победы в Европе
- 9 мая — День Победы в России
- 12 мая — Международный день медицинских сестёр; Международный нянин день
- 15 мая — праздник благоверных князей св. Бориса и св. Глеба в российском православии
- 17 мая — Международный день электросвязи
- 18 мая — Международный день музеев
- 19 мая — День пионерии в СССР
- 21 мая — Международный день космоса
- 24 мая — День славянской письменности и культуры. Праздник равноапостольных Кирилла и Мефодия.
- 25 мая — День филолога в России; День освобождения Африки; День Шалфея
- 27 мая — День основания города Санкт-Петербурга[12]
- 28 мая — День пограничника в России
- 31 мая — День российской адвокатуры; Всемирный день без табака

«Скользящие» даты
- Первое воскресенье мая — День матери в Литве[13].
- Второе воскресенье мая — День Матери в большей части Европы.
- Второе воскресенье мая — День Государственного флага, Государственного герба и Государственного гимна Республики Беларусь[14].
- Третий четверг мая — украинский День вышиванки.
- Последнее воскресенье мая — День посадки деревьев в Венесуэле.
- Последнее воскресенье мая — День города Киева.
- Последнее воскресенье мая — День химика в некоторых бывших советских республиках.

## Русские поговорки и приметы
- Май холодный — год хлебородный[15].
- Коли в мае дождь, будет и рожь[15].
- Ай, ай, месяц май: не холоден, так голоден[15]!
- В мае два холода: дуб распускается и черёмуха цветёт[16].
- В мае даже ветер поёт[17].
- В мае жениться — век маяться[17].